# Crataegus pseudazarolus
Crataegus pseudazarolus är en rosväxtart som beskrevs av M. Pop.. Crataegus pseudazarolus ingår i Hagtornssläktet som ingår i familjen rosväxter. Inga underarter finns listade i Catalogue of Life.